# Dejan Parađina
Dejan Parađina (in serbo Дејан Парађина?; Pančevo, 5 febbraio 1999) è un calciatore serbo, centrocampista dello Zemun.

## Caratteristiche tecniche
È un esterno destro.

## Carriera
Cresciuto nel Rad Belgrado, debutta in prima squadra il 15 novembre 2017 in occasione dell'incontro di Kup Srbije perso 3-0 contro il Partizan; con il club della capitale fatica ad imporsi e viene ceduto in prestito due volte in seconda divisione, rispettivamente al Bežanija ed al Kolubara.
Nel mercato estivo del 2020 viene acquistato a titolo definitivo dal neopromosso Bačka B. Palanka; realizza la sua prima rete il 3 marzo 2021, nel match perso 2-1 contro il Voždovac.

## Statistiche
Statistiche aggiornate al 7 aprile 2021.

### Presenze e reti nei club
| Stagione        | Squadra          | Campionato      | Campionato | Campionato | Coppe nazionali | Coppe nazionali | Coppe nazionali | Coppe continentali | Coppe continentali | Coppe continentali | Altre coppe | Altre coppe | Altre coppe | Totale | Totale | Totale |
| Stagione        | Squadra          | Comp            | Pres       | Reti       | Comp            | Pres            | Reti            | Comp               | Pres               | Reti               | Comp        | Pres        | Reti        | Pres   | Reti   |        |
| --------------- | ---------------- | --------------- | ---------- | ---------- | --------------- | --------------- | --------------- | ------------------ | ------------------ | ------------------ | ----------- | ----------- | ----------- | ------ | ------ | ------ |
| 2017-2018       | Rad Belgrado     | SL              | 1          | 0          | CS              | 1               | 0               |                    | -                  | -                  |             | -           | -           | 2      | 0      |        |
| 2018-gen. 2019  | Bežanija         | 2L              | 2          | 0          | CS              | 0               | 0               |                    | -                  | -                  |             | -           | -           | 2      | 0      |        |
| gen.-giu. 2019  | Rad Belgrado     | SL              | 4          | 0          | CS              | 0               | 0               |                    | -                  | -                  |             | -           | -           | 4      | 0      |        |
| 2019-gen. 2020  | Kolubara         | 2L              | 21         | 0          | CS              | 0               | 0               |                    | -                  | -                  |             | -           | -           | 21     | 0      |        |
| gen.-giu. 2020  | Rad Belgrado     | SL              | 0          | 0          | CS              | 0               | 0               |                    | -                  | -                  |             | -           | -           | 0      | 0      |        |
| 2020-2021       | Bačka B. Palanka | SL              | 20         | 1          | CS              | 0               | 0               |                    | -                  | -                  |             | -           | -           | 20     | 1      |        |
| Totale carriera | Totale carriera  | Totale carriera | 48         | 1          |                 | 1               | 0               |                    | -                  | -                  |             | -           | -           | 49     | 1      |        |